# رابرت دیکیسر
رابرت دیکیسر (انگلیسی: Robert Dekeyser؛ زادهٔ ۷ اکتبر ۱۹۶۴) بازیکن فوتبال اهل بلژیک است.
از باشگاه‌هایی که در آن بازی کرده‌است می‌توان به باشگاه فوتبال خنک، باشگاه فوتبال مونیخ ۱۸۶۰، باشگاه فوتبال بایرن مونیخ، باشگاه فوتبال رویال یونیون سنت ژیل، و باشگاه فوتبال نورنبرگ اشاره کرد.